# Marchosias

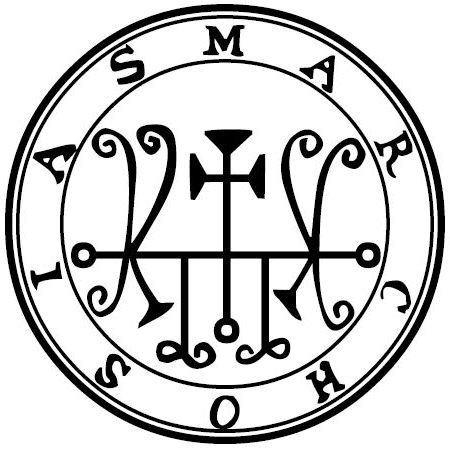
Le sceau de Marchosias selon Mathers.

Marchosias ou Marchocias est un démon issu des croyances de la goétie, science occulte de l'invocation d'entités démoniaques.
Le Lemegeton le mentionne en 35e position de sa liste de démons tandis que la Pseudomonarchia daemonum le mentionne en 31e position,.
Possédant le titre de marquis de l'enfer, Marchosias se montre sous la forme d'une louve féroce avec des ailes de griffon et une queue de serpent. Sous cet aspect, Marchosias peut vomir des flammes. Sous forme humaine il ressemble à un grand soldat. Marchosias obéit aux exorcistes et aux ordres de domination. Il commande trente légions.